# Holidays Symphony
Holidays Symphony ou A Symphony : New England Holidays est une œuvre pour orchestre en quatre mouvements composée par Charles Ives. Chaque mouvement est intitulé du nom d'une fête ou d'un jour de célébration américain, d'où le nom de Holidays Symphony. Cette œuvre fut constituée a posteriori à partir de pièces pour orchestre composées séparément et réunies pour former cette symphonie.  Le plus ancien mouvement composé est le dernier Thanksgiving écrit en 1905, et les plus récents sont Decoration Day, et The Fourth of July tous deux composées en 1912. Chaque mouvement dispose d'un effectif instrumental différent: Washington's Birthday pour orchestre de chambre, Decoration Day pour orchestre symphonique , The Fourth of July le mouvement le plus complexe, pour trois groupes instrumentaux dont un ensemble de percussions, et Thanksgiving and /or Forefathers Day pour grand orchestre, chœurs et orgue. 

## Mouvements
Les mouvements sont :
1. Washington's Birthday
2. Decoration Day
3. The Fourth of July
4. Thanksgiving and /or Forefathers' Day